# Munte mediu

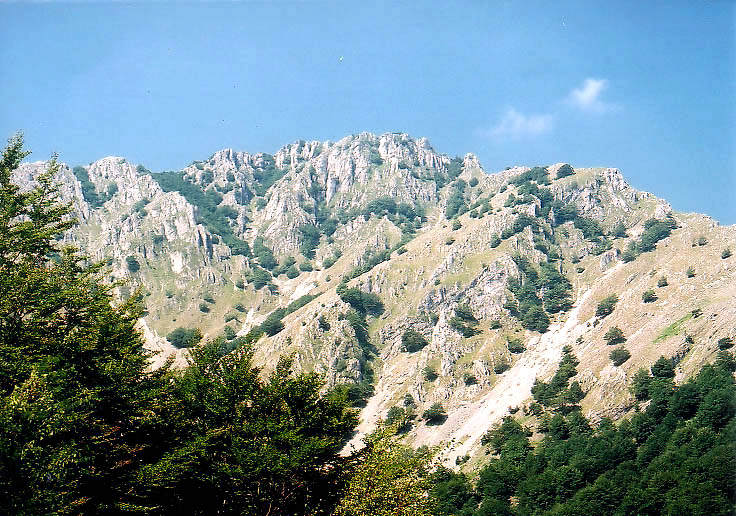
Vârful lui Stan din Munții Mehedinți

Munții medii sau munți mijlocii (în en. middle mountains, fr. montagnes moyennes, sp. montañas medianas, ger. Mittelgebirge, ru. среднегорье) numiți și munți de înălțime medie, munți cu altitudine medie au altitudini între 1000-2000 m (după unii autori 1500-3000 m). În România includ cea mai mare parte a Carpaților Orientali și se extind peste Carpații de Curbură, Munții Banatului și Munții Apuseni. Sunt acoperiți cu păduri, pășuni secundare și fânețe. Există munți medii și în părțile periferice ale Carpaților Meridionali: Vâlcan (800-1300 m), Platoul Dacic din Șureanu (800-1100 m), munții insulari din sudul Făgărașului (Ghițu, Frunți – de 900-1500 m), Munții Mehedinți (600-1100 m) și Cernei (cu altitudini de 800-1500 m, deși spre nord au vârfuri de 1734 m și 1929 m).